# Аргентина на зимних Олимпийских играх 1976
Аргентина принимала участие в Зимних Олимпийских играх 1976 года в Инсбруке (Австрия) в восьмой раз за свою историю, но не завоевала ни одной медали.
Сборная состояла из 8 мужчин, которые соревновались в 2 видах спорта:
- горнолыжный спорт
- лыжные гонки

Самым молодым участником сборной был 16-летний лыжник Мартин Томас Херман. Самым старшим участником сборной был 20-летний Луис Росенкхер.
Трое участников: лыжники Мартин Томас Херман, Матиас Хосе Херман и Маркос Луис Херман — сыновья лыжника Франсиско Хермана, который принимал участие в Олимпийских играх 1960 года.

## Результаты
Лучшим результатом для сборной стало 31 место Луиса Росенкхера в скоростном спуске.

### Горнолыжный спорт
Соревнования прошли с 5 по 13 февраля. Соревнования по скоростному спуску проходили на горе Пачеркофель, по остальным видам — возле деревни Аксамер Лицум. Данные соревнования одновременно считались соревнованиями 24-го чемпионата мира по горнолыжному спорту.
Мужчины
| Спортсмен                | Соревнование      | Попытка 1      | Попытка 1 | Попытка 2      | Попытка 2 | Результат         | Результат |
| Спортсмен                | Соревнование      | Время          | Место     | Время          | Место     | Время             | Место     |
| ------------------------ | ----------------- | -------------- | --------- | -------------- | --------- | ----------------- | --------- |
| Адриан Ронкальо          | Скоростной спуск  |                |           |                |           | не финишировал    | -         |
| Карлос Альберто Мартинес | Скоростной спуск  |                |           |                |           | 1:54.62           | 47        |
| Хуан Анхель Оливьери     | Скоростной спуск  |                |           |                |           | 1:52.76           | 39        |
| Луис Росенкхер           | Скоростной спуск  |                |           |                |           | 1:50.87           | 31        |
| Хуан Анхель Оливьери     | Гигантский слалом | 2:01.08        | 63        | не финишировал | -         | не прошёл в финал | -         |
| Адриан Ронкальо          | Гигантский слалом | 2:00.16        | 62        | 2:00.46        | 40        | 4:00.62           | 42        |
| Карлос Альберто Мартинес | Гигантский слалом | 1:56.03        | 52        | не финишировал | -         | не прошёл в финал | -         |
| Луис Росенкхер           | Гигантский слалом | 1:53.98        | 41        | 1:54.18        | 32        | 3:48.16           | 32        |
| Луис Росенкхер           | Слалом            | не финишировал | -         | -              | -         | не прошёл в финал | -         |
| Вальтер Деи Векки        | Слалом            | не финишировал | -         | -              | -         | не прошёл в финал | -         |
| Карлос Альберто Мартинес | Слалом            | n/a            | ?         | не финишировал | -         | не прошёл в финал | -         |
| Хуан Анхель Оливьери     | Слалом            | 1:05.90        | 26        | не финишировал | -         | не прошёл в финал | -         |

### Лыжные гонки
Соревнования прошли с 5 по 14 февраля в 17-ти километрах от Инсбрука в местечке Зефельд. Старт и финиш гонок происходил на стадионе «Ланлауфцентрум», который был построен к зимним Олимпийским играм 1964 года.
Мужчины
| Дистанция | Спортсмен           | Результат      | Результат |
| Дистанция | Спортсмен           | Время          | Место     |
| --------- | ------------------- | -------------- | --------- |
| 15 км     | Матиас Хосе Херман  | не финишировал | -         |
| 15 км     | Мартин Томас Херман | 1’00:07.39     | 74        |
| 15 км     | Маркос Луис Херман  | 53:43.34       | 71        |
| 30 км     | Мартин Томас Херман | 1’50:06.99     | 65        |